# ملتهمة الهيدروجين
ملتهمة الهيدروجين (الاسم العلمي: Hydrogenophaga) هي جنس من البكتيريا، سلبية الغرام، تتبع فصيلة الكوماموناسيات.

## أصنوفات
الأصنوفات الأدنى لهذا الكائن:
- كود سباركل
- تحديث القائمة

نوع:ملتهمة الهيدروجين الباليرونية 
اسم علمي: Hydrogenophaga palleronii

نوع:ملتهمة الهيدروجين الحمئية 
اسم علمي: Hydrogenophaga caeni

نوع:ملتهمة الهيدروجين الشريطية الحلزونية 
اسم علمي: Hydrogenophaga taeniospiralis

نوع:ملتهمة الهيدروجين الصفراء 
اسم علمي: Hydrogenophaga flava

نوع:ملتهمة الهيدروجين الصفراء الكاذبة 
اسم علمي: Hydrogenophaga pseudoflava

نوع:ملتهمة الهيدروجين المتوسطة 
اسم علمي: Hydrogenophaga intermedia

نوع:ملتهمة الهيدروجين المجرورية 
اسم علمي: Hydrogenophaga defluvii

نوع:ملتهمة الهيدروجين بوسانية 
اسم علمي: Hydrogenophaga bisanensis

نوع:ملتهمة الهيدروجين غير النموذجية 
اسم علمي: Hydrogenophaga atypica

نوع:Hydrogenophaga aquatica 
اسم علمي: Hydrogenophaga aquatica

نوع:Hydrogenophaga crassostreae 
اسم علمي: Hydrogenophaga crassostreae

نوع:Hydrogenophaga laconesensis 
اسم علمي: Hydrogenophaga laconesensis

نوع:Hydrogenophaga luteola 
اسم علمي: Hydrogenophaga luteola

نوع:Hydrogenophaga soli 
اسم علمي: Hydrogenophaga soli